# Vrh pobude Tri morja 2019
Vrh pobude Tri morja 2019 je bil četrti vrh mednarodne pobude Tri morja. Potekal je 5. in 6. junija v Ljubljani in na Brdu pri Kranju. Velja za enega najpomembnejših politično-poslovnih dogodkov, ki jih je gostila Slovenija.

## Udeleženci
Vrha se je udeležilo devet od dvanajstih predsednikov držav članic. Prisostvovali so tudi gostje in 16 ministrov, ducat sekretarjev, več visokih predstavnikov mednarodnih organizacij in podjetnikov. Vseh delegatovtv je bilo okoli 600 iz štiridesetih različnih držav.

### Države članice pobude
| Država    | Predstavnik              | Portret           | Funkcija                   | Opomba            |
| --------- | ------------------------ | ----------------- | -------------------------- | ----------------- |
| Avstrija  | brez predstavnika        | brez predstavnika | brez predstavnika          | brez predstavnika |
| Bolgarija | Rumen Radev              |                   | predsednik države          |                   |
| Češka     | Miloš Zeman              |                   | predsednik države          |                   |
| Estonija  | Kersti Kaljulaid         |                   | predsednica države         | [ 4 ]             |
| Hrvaška   | Kolinda Grabar-Kitarović |                   | predsednica države         | [ 5 ]             |
| Latvija   | Raimonds Vējonis         |                   | predsednik države          |                   |
| Litva     | Dalia Grybauskaitė       |                   | predsednica države         | [ 6 ]             |
| Madžarska | Peter Szijjarto          |                   | minister za zunanje zadeve |                   |
| Poljska   | Andrzej Duda             |                   | predsednik države          | [ 7 ]             |
| Romunija  | Klaus Werner Iohannis    |                   | predsednik države          | prisoten v soboto |
| Slovaška  | brez predstavnika        | brez predstavnika | brez predstavnika          | brez predstavnika |
| Slovenija | Borut Pahor              |                   | predsednik države          | gostitelj vrha    |

### Gostje
| Država                  | Predstavnik             | Portret | Funkcija                     | Opomba                            |
| ----------------------- | ----------------------- | ------- | ---------------------------- | --------------------------------- |
| Združene države Amerike | Rick Perry              |         | minister za energijo         |                                   |
| Evropska unija          | Jean-Claude Juncker     |         | predsednik Evropske komisije |                                   |
| Nemčija                 | Frank-Walter Steinmeier |         | predsednik države            | prisoten le na slavnostni večerji |

## Potek

### Prvi dan (sreda, 5. junij 2019)
Prvi dan srečanja je potekal v Ljubljani. Nekaj ur pred uradnim začetkom je gostitelj, predsednik Republike Slovenije Borut Pahor v Predsedniški palači bilateralno gostil nekatere od udeleženih predsednikov ter ameriškega sekretarja za energijo Ricka Perrya. Uradno se je vrh pričel z odprtjem poslovnega foruma, ki je potekal na Gospodarskem razstavišču, večinoma v Marmorni dvorani. Na forumu so spregovorili predsedniki držav članic oz. njihovi odposlanci, Rick Perry, podjetniki ter ministri. Zvečer so si predstavniki držav članic pred Predsedniško palačo ogledali skupno točko slovenskega pevskega zbora Carmen Manet, ki je zmagal na Evroviziji za zbore 2017 ter vodilne akrobatske skupine na svetu Dunking Devils. Sledilo je tudi fotografiranje ter slavnostna večerja v Kristalni dvorani Predsedniške palače. Udeležili so se je tudi podjetniki, ter gostje, sekretar Perry, predsednik Evropske komisije Jean-Claude Juncker ter nemški predsednik Frank-Walter Steinmeier. 

### Drugi dan (četrtek, 6. junij 2019)
Celotni drugi dan vrha je potekal v Kongresnem centru Brdo. Na okrogli mizi so predsedniki govorili predvsem o investicijskem skladu, ki so ga zasnovali na vrhu 2018 v Romuniji. Sprejeli so skupno deklaracijo za ustanovitev sklada, ki bo omogočal financiranje projekte pobude Tri morja. Nekaj milijard za razvoj je s strani Evropske unije zagotovil tudi Jean-Claude Juncker, predsednik Evropske komisije. Zaključke vrha so na končni novinarski konferenci predstavili Borut Pahor, Kolinda Grabar-Kitarovič, Jean Claude Juncker, Andrzej Duda ter v četrtek pridruženi romunski predsednik Klaus Werner Iohannis.
Sklenili so tudi, da bo 5. vrh pobude leta 2020 potekal v Estoniji. 

## Protokolarna darila
Udeleženi predsedniki oz. njihovi odposlanci so prejeli protokolarna darila, ki po besedah Urada predsednika Republike Slovenije, odražajo slovensko inovativnost. Prejeli so stekleno steklenico s kozarcem oblikovalke Tanje Pak, izdelano v Steklarni Hrastnik. Člani delegacij pa so prejeli steklenico Diabolo, opremljeno s pametnim opomnikom za pitje vode Ulla Labs, pametni iskalnik predmetov Chipolo ter »rastoči« svinčnik.